# Esotropia sensoriale
L'esotropia sensoriale è una forma di strabismo concomitante convergente. Tra le varie tipologie esotropiche è quella che va trattata con più urgenza e si devono effettuare esami per escludere la presenza di retinoblastoma (un tumore). 

## Eziologia
le cause sono dovute a anisometropie, opacità corneali che possono nascere in seguito ad un trauma fisico ricevuto o essere di forma congenita e cataratte congenite monolaterali. 

## Trattamento
Il trattamento è chirurgico ed è spesso a carattere di urgenza per poter successivamente avviare una procedura riabilitativa dell'occhio malato. In caso di ritardo gli unici effetti saranno puramente estetici.